# Первоцелинный
Первоцели́нный — посёлок в Озинском районе Саратовской области, административный центр сельского поселения Первоцелинное муниципальное образование.

## География
Посёлок расположен на берегу пруда Петровский, из которого берёт начало река Сухой Камышлак, примерно в 48 км севернее районного центра — посёлка Озинки (64 по автодорогам).

## История
До 1984 года посёлок был центральной усадьбой совхоза «Комсомольский». Указом Президиума Верховного Совета РСФСР от 19 октября 1984 года посёлку присвоено наименование «Первоцелинный».

## Население
| Годы      | 2002 | 2010 |
| --------- | ---- | ---- |
| Население | 826  | ↘423 |